# Franchise électorale du Cap
 (avril 2019).
Si vous disposez d'ouvrages ou d'articles de référence ou si vous connaissez des sites web de qualité traitant du thème abordé ici, merci de compléter l'article en donnant les références utiles à sa vérifiabilité et en les liant à la section « Notes et références ».

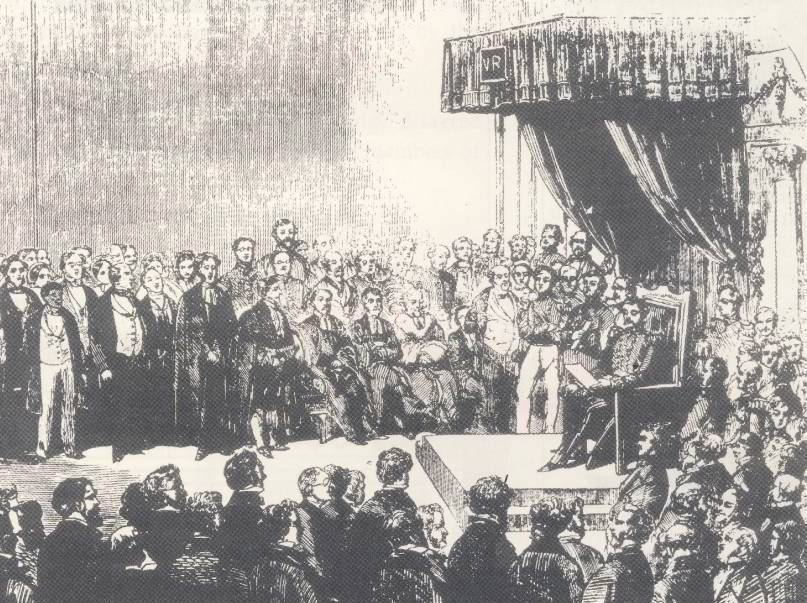
Séance inauguratrice de la première session parlementaire de la colonie du Cap en 1854.

La franchise électorale du Cap (Cape Qualified Franchise en anglais) définissait les qualifications nécessaires pour pouvoir disposer du droit de vote aux élections parlementaires dans la colonie du Cap puis dans la province du Cap, durant les premières années de l'Union sud-africaine. Les conditions d'obtention du droit de vote aux élections parlementaires étaient appliquées de manière égale à tous les hommes, sans distinction d'origine ethnique.
Cette franchise permettait aux populations noires et coloured d'exercer leur droit de vote selon les mêmes critères que les populations blanches. Ce système local de suffrage électoral fut graduellement restreint puis finalement aboli, sous divers gouvernements sud-africains. Ainsi, en 1930, le droit de vote, à l'origine uniquement masculin, fut étendu aux seules femmes blanches tandis qu'en 1931, les derniers critères censitaires des électeurs blancs furent supprimés. En 1936, les électeurs noirs furent alors retirés des listes électorales communes et seulement autorisés à élire des députés blancs spécifiques pour les représenter au parlement, avant que cette représentation ne soit supprimée en 1960. Les électeurs coloured suivirent la même voie en 1958 et 1970.

## Contexte

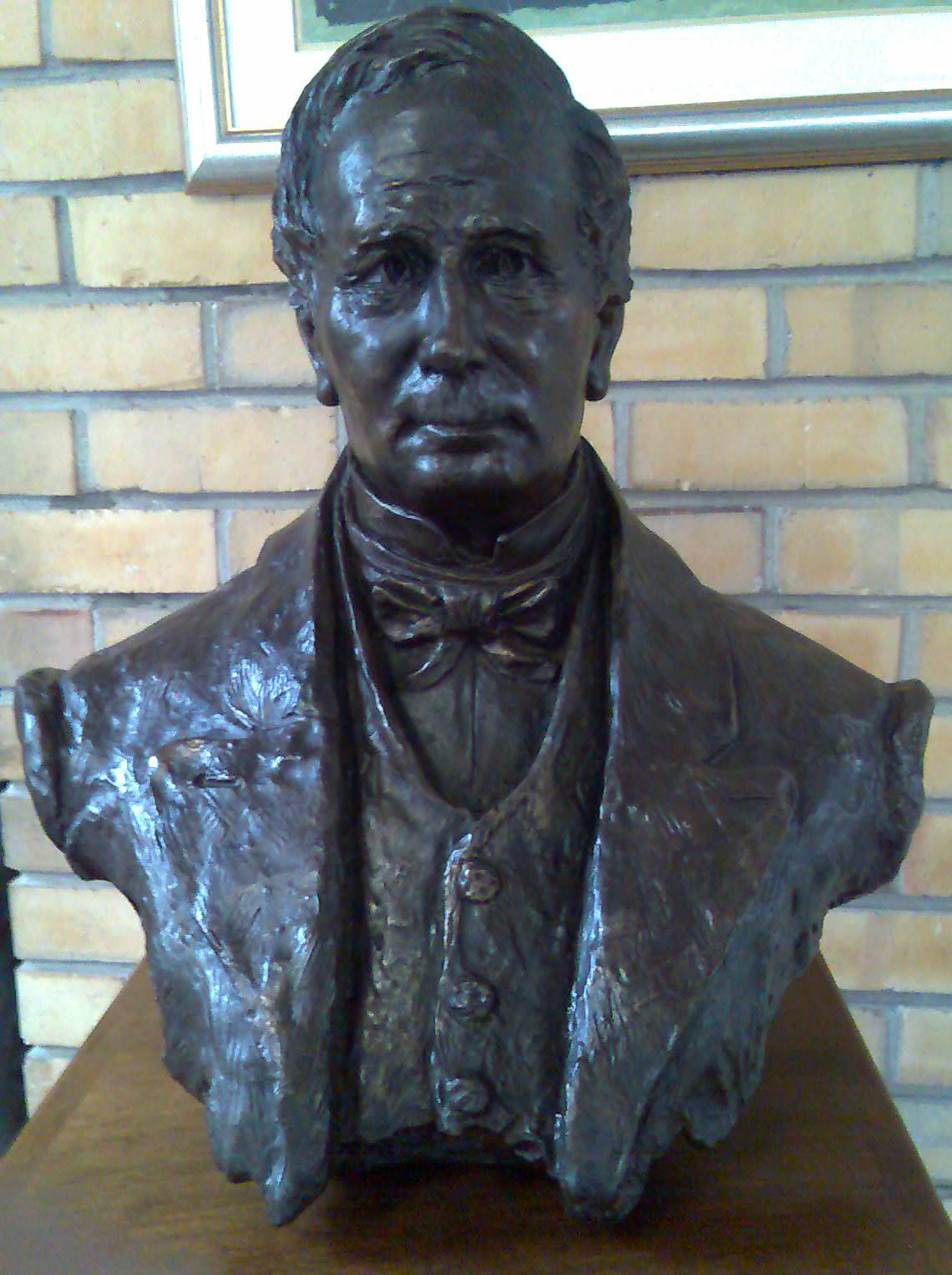
Buste de John Fairbairn, l'un des principaux architectes de la première franchise non raciale

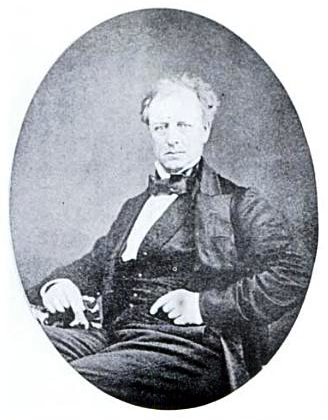
William Porter, procureur général et rédacteur de la constitution de la colonie du Cap

La franchise électorale du Cap est mise en place en 1853, lorsque la colonie du Cap reçoit, de la part du gouvernement britannique, le droit d'avoir des institutions représentatives. Le 11 mars 1854, la Colonie du Cap est ainsi dotée d'une constitution avec un parlement élu, légiférant sur les affaires intérieures. La constitution du Cap prévoit l'établissement de deux assemblées dont les membres sont élus au suffrage censitaire. Le minimum de propriété pour voter à la chambre basse est ainsi très faible (25 livres) permettant à 80 % de la population masculine du Cap d'exercer son droit de vote. La sélection des électeurs de la chambre haute est plus rigoureuse et nécessite de posséder déjà une certaine fortune (de 2 000 à 4 000 livres). L'égalité des races, proclamée depuis 1828 dans la colonie, est réaffirmée. Ainsi, un grand nombre de coloureds (55 % de la population du Cap) se retrouvent électeurs de plein droit à la chambre basse. En outre, aucune restriction quant à l'illettrisme ou la catégorisation raciale n'est instaurée. Cependant, seuls les hommes sont appelés à pouvoir exercer ce droit civique.
Le minimum de propriété requis concernait toutes les formes de propriété, foncière communale ou traditionnelle. Elle était très faible par rapport aux qualifications requises alors ailleurs dans le monde. Dès le début, ce montant est d'ailleurs contesté. Des décennies plus tard, l'alphabétisation sera ajoutée comme un critère supplémentaire pour être électeur.
Ce système électoral assez libéral était soutenu par l'élite politique du Cap, en particulier par John Fairbairn, Saul Solomon, John Molteno et William Porter lesquels considéraient ce système comme le plus juste pour diriger une société aussi cosmopolite et diverse que celle du Cap à une époque où les discriminations raciales sont juridiquement jugées injustes et ne sont pas tolérées (en 1838, il avait été jugé dans la Colonie du Cap que la loi ne devait pas discriminer sur la base de la race ou de la couleur de peau). En outre, l'affranchissement des populations de couleurs était considéré comme un message pacifique susceptible de mettre un terme aux guerres cafres et d'apporter la paix sociale au sein des centres urbains. Pour William Porter, il vaut mieux voir un hottentot bénéficier des privilèges de la constitution et utiliser un bulletin de vote dans une circonscription électorale pour faire valoir ses droits que de le voir les réclamer avec un fusil à son épaule.

## Évolution

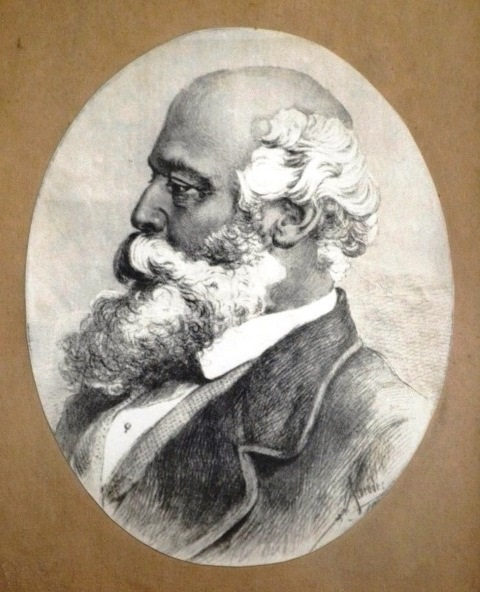
John Molteno

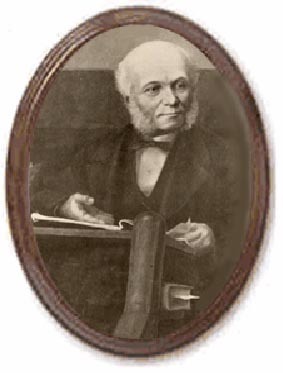
Saul Solomon

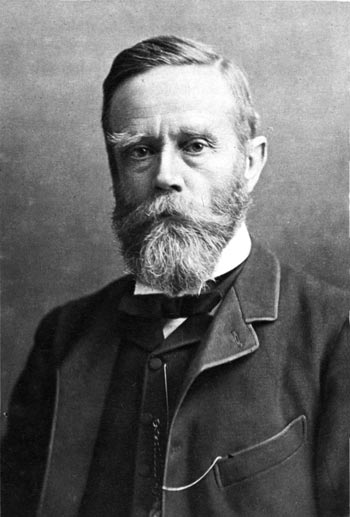
Sir John Gordon Sprigg, premier ministre

En 1872, la colonie du Cap se voit accorder le droit d'avoir un « gouvernement responsable » devant son parlement. L'engagement à traiter les Afro-Africains et les Coloureds comme les « sujets de race blanche » est explicitement réaffirmé par le nouveau gouvernement qui annule en 1874 et 1878 les motions de l'opposition visant à restreindre les critères électoraux. Dans le même temps, le gouvernement Molteno mène campagne afin d'inscrire sur les listes électorales les paysans xhosas vivant dans les zones rurales de l'est de la colonie du Cap. En outre, les formes traditionnelles de propriété foncière communale sont pleinement reconnues par le gouvernement du Cap. En conséquence, les premiers mouvements politiques noirs se constituent tels  Imbumba Yamanyama  ("L'unité est la force"),. Cependant, la majorité de la population noire répondant aux critères électoraux ne s'inscrit pas sur les listes ou n'exerce pas son droit électoral, en partie parce qu'elle n'est pas informée de ses droits ou vit dans des zones montagneuses reculées, dépourvues d'infrastructures suffisantes pour se déplacer facilement jusqu'aux urnes.
Dans les années 1880, le système de franchise électorale du Cap reste toutefois unique en Afrique australe. Dans les républiques boers voisines de l'état libre d'Orange et du Transvaal, le droit de vote est restreint aux seuls électeurs blancs, voire aux seuls électeurs d'ascendance boers ou justifiant d'un ancêtre voortrekker.
Dans la colonie du Cap, les engagements renouvelés du gouvernement à l'égard d'une citoyenneté non raciale ne sont pas sans opposition. Au Cap oriental, les descendants des colons britanniques arrivés en 1820 se sentent menacés démographiquement et politiquement. Leurs représentants parlementaires, comme John Paterson et John Gordon Sprigg font alors pression pour remettre en cause la franchise de leurs voisins xhosas. Ce bloc politique issu du Cap oriental s'organise pour devenir le Parti progressiste, un parti pro-impérialiste qui arrive au pouvoir avec Cecil Rhodes et Leander Starr Jameson. Dans le même temps, du côté des populations blanches de langue afrikaans, le mouvement de l'Afrikaner Bond se développe et demande aussi un durcissement des critères électoraux, tandis que les journaux tels Zingari et la Lantern fustigent les parlementaires élus grâce aux voix des populations malaises ou coloureds. Cecil Rhodes déplore aussi que dans de nombreuses circonscriptions, le vote des populations de couleurs puisse être décisif quant au vainqueur de la bataille électorale. Dans un discours prononcé au Parlement en juin 1887, il demande que le système de franchise soit débattue, Rhodes affirmant que « l'indigène doit être traité comme un enfant et la franchise électorale lui être interdite au même titre que l'alcool », et qu'il faut plutôt adopter un système de despotisme, tel que celui appliqué dans les Indes britanniques. Dans un premier temps, l'élite anglophone menée par Saul Solomon résiste et le vote à 25 livres est maintenu.
Toutefois, en 1887, un projet de loi excluant «les titres tribaux de propriétés» est adopté par le gouvernement du premier ministre Gordon Sprigg, afin de désaffranchir une grande partie des électeurs noirs ruraux résidant dans la région orientale du Cap et dont le nombre croissant commence à peser dans les circonscriptions électorales locales dont celle de Sprigg. La loi est vigoureusement débattue au parlement et combattue par les députés libéraux. En réponse, les hommes politiques xhosas encouragent alors leurs coreligionnaires à s'inscrire sur les listes électorales si bien que dès 1891, le nombre d'électeurs noirs est supérieur au nombre d'électeurs de couleurs précédemment enregistrés.
En 1892, les conditions censitaires de la franchise électorale sont modifiées au détriment des populations les moins aisées qu'elles soient noires, blanches ou coloureds. La Constitution du Cap de 1872 interdisant toujours explicitement toute discrimination fondée sur la race ou la couleur, la nouvelle loi électorale a tout simplement relevé le niveau de franchise, passant de 25 £ à 75 £, un montant affectant davantage les électeurs noirs. Ainsi, si un certain nombre de blancs pauvres perdent leur droit de vote, un nombre plus important encore de noirs et de coloureds sont affectés par cette modification de la franchise électorale.
Dans le même temps, la loi rajoute un critère d'éducation imposant que tout électeur potentiel soit alphabétisé. La majorité des électeurs xhosas étant analphabètes et inscrits dans une culture orale, ils sont finalement de facto les plus touchés par cette nouvelle loi électorale. Comme en 1887, la loi fait l'objet de vifs débats au parlement mais elle est finalement adoptée.
Les restrictions successives des décennies précédentes signifiaient qu'en 1908, lors de la tenue de la Convention nationale sur l'Union entre les quatre colonies britanniques d'Afrique du Sud, seulement 22 784 autochtones et coloureds, sur un total de 152 221 électeurs, sont inscrits sur les listes électorales communes de la colonie du Cap, alors que le système est toujours non racial. Les tentatives menées par John X. Merriman, John Tengo Jabavu, William Philip Schreiner, Walter Rubusana et Abdullah Abdurahman d'imposer une franchise multiraciale à l'ensemble sud-africain, voire la simple extension de la franchise du Cap (Merriman), échouent face à la volonté des autres gouvernements coloniaux d'affirmer la domination blanche sur l'Afrique du Sud. Cependant, le South Africa Act garantit à la nouvelle province du Cap de pouvoir conserver son système électoral selon lequel des qualifications limitaient le suffrage de tous les citoyens selon l'éducation et la richesse, à moins d'une majorité qualifiée au parlement pour en changer.
A la fin des années 1920 et au début des années 1930, le suffrage universel est accordé à l'ensemble des populations blanches : les restrictions censitaires ou d'éducation sont supprimées et le droit de vote accordé aux femmes sur tout le territoire sud-africain. Au Cap cependant, toutes les restrictions liées aux revenus, au patrimoine, à l'éducation et au sexe sont maintenues pour les populations noires et coloureds. Si les femmes de ces groupes raciaux au Cap ne se voient accorder aucun droit civique, ailleurs dans le pays, c'est l'ensemble des droits électoraux des noirs et des coloureds qui restent inexistants.

## Restrictions puis suppressions
En 1936, à la suite de l'adoption par la quasi-totalité des parlementaires (moins 11 voix) de la loi sur la représentation des indigènes (Representation of Natives Act), les 11 000 électeurs noirs de la province du Cap voient leurs noms retirés des listes électorales communes et réinscrits sur des listes électorales séparées afin de désigner 3 députés (blancs) et 4 sénateurs (blancs) chargés de défendre leurs intérêts au parlement,. L'un des premiers députés blancs élus pour représenter les populations noires est Margaret Ballinger. En contrepartie, un conseil représentatif indigène (Native Representative Council), constitué de 23 membres (12 Noirs indirectement élus, 4 Noirs nommés par le Gouverneur-Général, 6 commissaires en chef aux Affaires indigènes) et présidé par le Secrétaire aux Affaires Indigènes, est mis en place. Ce conseil est purement consultatif et constitue un instrument national de médiation et de communication entre le gouvernement et les populations noires d'Afrique du Sud.
En 1945, on dénombre 54 000 électeurs coloureds inscrits sur les registres électoraux. Or avec la mise en place de l'apartheid, à partir de 1948, leur place dans les institutions est remis en cause par le gouvernement du parti national. Pourtant, les coloureds se montrent assez apathiques pour défendre concrètement les droits civiques qui leur sont attribués et leur nombre régresse à 38 000 électeurs inscrits sur les registres électoraux en 1953.
Dans les cercles gouvernementaux, le débat porte sur la suppression de la franchise électorale ou sur le durcissement des qualifications, une option notamment défendue par Phil Weber, le rédacteur en chef du journal pro-gouvernemental Die Burger (1945-1954), auprès des dirigeants du parti national de la province du Cap. Mais la prise du contrôle du parti national par les représentants des provinces boers scelle l'avenir de la franchise électorale. Les électeurs coloureds de la province du Cap sont finalement retirés à leur tour des listes électorales communes en 1956, en vertu de la loi de 1951 sur la représentation distincte des électeurs. Cette loi est particulièrement contestée au sein du parlement et dans la société civile blanche. Politiquement, la mesure prive le parti uni et le parti travailliste de voix déterminantes dans plus de la moitié des 55 circonscriptions de la province du Cap. Inscrits sur des listes séparées, les électeurs coloureds élisent alors 4 députés blancs pour représenter leurs intérêts au parlement. Ces sièges sont cependant supprimés en 1970 avec l'entrée en vigueur d'un conseil représentatif des Coloureds, effaçant alors les derniers vestiges de la franchise électorale du Cap.
La constitution sud-africaine de 1983 redonne aux électeurs coloureds la possibilité d'élire des représentants au parlement, siégeant dans une chambre séparée tandis que les noirs doivent attendre la constitution sud-africaine de 1993 pour disposer des mêmes droits civiques que leurs concitoyens blancs.
En 1994, le suffrage universel sans aucun critère restrictif est ainsi pour la première fois appliqué pour tous les citoyens d'Afrique du Sud.